# Cuphea
Cuphea (P.Browne, 1756) è un genere di piante appartenente alla famiglia delle Lythraceae, originario delle Americhe.

## Tassonomia
All'interno del genere Cuphea sono incluse 257 specie.